# Вика Біберштайна
Вика Біберштайна (Vicia biebersteinii) — вид квіткових рослин родини бобових (Fabaceae). Ендемік України.

## Синоніми
- Vicia grandiflora subsp. biebersteinii (Besser ex M.Bieb.) Dostál

## Морфологічна характеристика
Це багаторічна рослина з лінійними листочками.

## Поширення
Ендемік України.